# Kepler-292c
Kepler-292c es un planeta extrasolar que forma parte de un sistema planetario formado por al menos cinco planetas. Orbita la estrella denominada Kepler-292. Fue descubierto en el año 2014 por la sonda Kepler por medio de tránsito astronómico.